# 1960.
◄ | 19. stoljeće | 20. stoljeće | 21. stoljeće | ►
◄ | 1930-ih | 1940-ih | 1950-ih | 1960-ih | 1970-ih | 1980-ih | 1990-ih | ►
◄◄ | ◄ | 1957. | 1958. | 1959. | 1960. | 1961. | 1962. | 1963. | ► | ►►
Arhitektura • Astronautika • Astronomija • Biologija • Film • Fotografija • Glazba • Kazalište • Kemija • Kiparstvo • Knjige • Književnost • Kršćanstvo • Meteorologija • Medicina • Planinarstvo • Politika • Pravo • Promet • Slikarstvo • Strip • Šport • Televizija • Znanost • Zrakoplovstvo • Željeznički promet

## Događaji
- Općina Garešnica osnovala tvornicu rublja Garić, današnja Modea Nova.
- 11. studenog – Proglašen je Nacionalni park Mljet, što je prvi pokušaj zaštite izvornog ekosustava na Jadranu
- Belgija se povlači iz Belgijskog Konga koji stječe neovisnost kao DR Kongo.

### Glazba
- 15. siječnja –  Etta James  (21 god.) R&B i gospel pjevačica potpisuje ugovor s izdavačkom kućom Chess Records te uskoro objavljuje svoje uspješnice "At Last", "All I Could Do Was Cry" i "Trust in Me".
- 17. siječnja –  Cliff Richard i The Shadows nastupaju na ATV-ovu Sunday Night at the London Palladium koji je gledalo oko dvadeset milijuna ljudi.
- 12. veljače –  Chuck Berry u studiju 'Chess' snima "Bye, Bye Johnny", "Jaguar And Thunderbird", "Drifting Blues" i druge skladbe.
- 17. veljače –  The Everly Brothers potpisuju milijun dolara vrijedan ugovor s izdavačkom kućom Warner Brothers Recordsom (izvorno samo filmskom kompanijom, dok nije postala veliki multimedijalni konglomerat).
- 20. veljače –  The Rocking Kings sviraju s tada 17-godišnjim gitaristom Jamesom Marshallom Hendrixom (kasnije poznat kao Jimi), u njegovu rodnom gradu Seattleu u Washington Hallu. Jimi svira na svojoj prvoj gitari Supro Ozark.
- 3. ožujka –  Elvis Presley nakon dvogodišnje službe u vojsci, od koje je veći dio proveo u Njemačkoj, putuje kući te na nekoliko sati staje u Zrakoplovnoj luci Prestwick u Škotskoj. To je bio njegov prvi i posljednji posjet Velikoj Britaniji. U Sjedinjenim Državama počinje se baviti filmskom karijerom, koja počinje s filmom Gl Blues.
- 11. ožujka –  Chuck Berry osuđen je na pet godina zatvora i kažnjen s 5.000 dolara kazne, nakon što ga je porota zbog nemoralnih namjera u Missouriju proglasila krivim jer je prevozio 14-godišnju djevojčicu iz El Pasa u St. Louis. Nakon uložene žalbe presuda je poništena radi sučevih rasnih komentara te je naređeno novo suđenje.
- 14. ožujka – Sastav The Silver Beats  (kasnije poznati kao The Beatlesi ), sudjeluju na audiciji za sviranje u klubu 'The Latham' u Liverpoolu.
- 20. ožujka –  Elvis Presley u Nashvillu snima šest pjesama za svoju prvu ploču nakon vojske. Dan poslije tog dobiva prvi od mnogih crni pojas u karateu. Nakon tjedan dana gost je Franka Sinatre u njegovu TV šouu, za što dobiva u to doba ogromni honorar oa 125.000 dolara.
- 4. travnja –  RCA Victor postaje prva izdavačka kuća koja istovremeno sve svoj singlove objavljuje u stereu i monu, počevši s Elvisovim "Stuck On You".
- 23. travnja –  John Lennon i Paul McCartney nastupaju u Chavershamu na jugu Engleske kao The Nerk Twins na prvom od dva nastupa u pubu čiji je vlasnik Paulov rođak.
- 30. travnja –  Fats Domino u studiju 'Cosimo Recording' snima pjesmu "Walkig To New Orleans", koja će postati njegov 23. hit na američkoj top listi Top 40 i 14. na britanskoj.
- 1. svibnja – Jazz pjevačica Peggy Lee u časopisu The New York Daily Newsu tvrdi: "Rock and roll blijedi."
- 19. svibnja – Sastav The Drifters u New Yorku snima pjesmu "Save The Last Dance For Me", koja će tijekom godine postati njihovom velikom uspješnicom.
- 23. svibnja – Sastav The Everly Brothers objavljuje svoj prvi singl "Cathy's Clown" za izdavačku kuću Warner Brothers. Singl je na američkim top ljestvica bio punih pet tjedana na prvom mjestu te je njihov posljednji koji se našao u top 5 istih ljestvica.
- 6. lipnja –  Roy Orbison nakon što nije uspio nagovoriti ni Elvisa ni Everly Brotherse da zajedno snime pjesmu, objavljuje svoju prvu veliku uspješnicu "Only The Lonely". Pjesma je na američkim top ljestvicama dosegla drugo, a na britanskim prvo mjesto.
- 23. lipnja –  Eddie Cochran dva mjeseca nakon smrti ima svoj prvi jedini broj jedan na britanskim top ljestvicama "Three Steps to Heaven".
- 25. lipnja –  John Lee Hooker svira na drugom Newport Folk festivalu u Newportu, Rhode Island. Bio je to povijesni nastup koji, isto kao izvedba Muddya Watersa sljedećeg tjedna na Newport jazz festivalu, upoznaje mlađu generaciju s autentičnim blues izvođačima te pomaže u oživljavanju interesa za bluesom i folkom u '60-im godinama.
- 14. srpnja –  Brenda Lee s pjesmom  "I'am Sorry"  dolazi na vrh američkih top ljestvica, a u Velikoj Britaniji početkom mjeseca Jimmy Jones s pjesmom "Good Timin".
- 21. srpnja – Sastav The Shadows s pjesmom "Apache" dolazi na prvo mjesto britanske top ljestvice Top 20. "Apache" je njihov prvi od 20 singlova koji su tijekom 1960-ih zauzeli prvo mjesto na britanskim ljestvicama Top 20. Ipak Shadowsi nemaju nikakvog uspjeha na top ljestvicama u Sjedinjenim Državama, na kojima je danski gitarist Jorgen Ingmann imao hit svoje inačice "Apachea" iz 1961. godine.
- 1. kolovoza –  Aretha Franklin  (18. god.) kao pjevačica crkvenih pjesama, snima svoje prve pop snimke za Columbia Records.
- 2. kolovoza –  Tina Turner debitira s pjesmom "A Fool In Love", koju snima zajedno s partnerom Ikeom (ne zna se jesu li bili službene vjenčani u to doba).
- 29. kolovoza – Sastava The Ventures s pjesmom "Walk, Don't Run" dolazi na drugo mjesto američke top ljestvice.
- 3. rujna – Američka country pjevačica Patsy Cline pjevajući pjesmu "There He Goes" pojavljuje se na "Grand Ole Opryju" u Nashvilleu. emisija je emitirana kao dio NBC-ve radio emisije "The Prince Albert Show".
- 3. listopada – Pjesma  "Stay"  američkog R&B sastava Maurice Williams & the Zodiacs dolazi na američku top ljestvicu singlova te se penje sve do prvog mjesta i postaje najkraći singl od jedne i pol minute koji je zauzeo vrh top ljestvice.
- 10. listopada –  Ray Charles s pjesmom  "Georgia On My Mind"  dolazi na Top 40 američke top ljestvice singlova.
- 15. listopada –  Ringo Starr zamjenjuje Petea Besta kada sastav Beatlesi prati Loua Waltersa tijekom snimanja u studiju Akustik u Hamburgu u Njemačkoj.
- 24. listopada –  Nat King Cole dobio američku zlatnu ploču za album Love Is The Thing (snimljen 1957. s orkestrom Gordona Jenkinsa).
- 17. studenog –  Louis Armstrong dolazi u Salisbury u Rodeziju (kasnije Zimbabve) prilikom svog drugog obilaska Afrike.
- 19. studenog –  Elvis Presley pištoljem je prijetio suputnicima u svom automobilu kada je bio uvjeren da su ga uvrijedili.
- 3. prosinca – Mjuzikl Alana Jayja Lernera i Fredericka Loewea  Camelot, počinje se prikazivati u teatru "Majestic u New Yorku.
- 5. prosinca – Elvisov album  Gl Blues  novi je broj jedan na američkim top ljestvicama.

19. prosinca – Pjesma  "Rockin Around The Christmas"  od Brende Lee prvi se put pojavljuje na Top 40 američke top ljestvice singlova (iako je snimljena 1958.).
- 26. prosinca – Braća Barry, Maurice i Robin Gibb  (kasnije poznati kao sastav Bee Gees), počinju dvotjedno pojavljivanje u pantomimi Jack & The Beanstalka u teatru "Rialto" u Sydneyu, Australija.
- 27. prosinca –  Ray Charles snima pjesmu "One Mint Julep" u studiju Van Gelder Recording u Hackensacku, New Jersey. Pjesmu je aranžirao Quincy Jones.

## Rođenja

### Siječanj – ožujak
- 15. siječnja – Ivan Brkić, hrvatski glumac († 2015.)
- 16. siječnja – Ljubomir Kerekeš, hrvatski glumac
- 27. siječnja – Ante Čedo Martinić, hrvatski glumac († 2011.)
- 29. siječnja – Greg Louganis, američki skakač u vodu
- 7. veljače – James Spader, američki glumac
- 7. ožujka – Ivan Lendl, češki tenisač
- 13. ožujka – Adam Clayton, basist irske rock grupe U2
- 16. ožujka – Henryk Jan Botor, poljski skladatelj
- 17. ožujka – Doris Šarić-Kukuljica, hrvatska glumica
- 21. ožujka – Ayrton Senna, brazilski vozač Formule 1 († 1994.)
- 23. ožujka – Davorin Bogović, hrvatski pjevač
- 25. ožujka – Brenda Strong, američka glumica
- 28. ožujka – Chris Barrie, britanski glumac

### Travanj – lipanj
- 2. travnja – Linford Christie, britanski atletičar
- 6. travnja – Adriana Altaras, hrvatsko-njemačka glumica, spisateljica i kazališna direktorica
- 13. travnja – Rudi Völler, njemački nogometaš
- 18. travnja – Đurđa Adlešič, hrvatska političarka
- 28. travnja – Dubravko Merlić, hrvatski novinar
- 8. svibnja – Franco Baresi, talijanski nogometaš
- 10. svibnja – Bono, pjevač i vođa irske rock grupe U2
- 13. svibnja – Željko Ledinski, hrvatski političar i šumarski stručnjak
- 4. lipnja – Ivica Čuljak, hrvatski pjevač († 1992.)
- 7. lipnja – Marina Nemet, hrvatska glumica († 2010.)
- 23. lipnja – Berislav Rončević, hrvatski političar

### Srpanj – rujan
- 8. srpnja – Ena Begović, hrvatska glumica († 2000.)
- 13. srpnja – Frane Perišin, hrvatski glumac
- 14. srpnja – Jane Lynch, američka glumica, komičarka i pjevačica
- 10. kolovoza – Antonio Banderas, španjolski glumac
- 11. kolovoza – Mirko Grbešić, hrvatski poduzetnik († 2022.)
- 16. kolovoza – Franz Welser-Möst, austrijski dirigent
- 17. kolovoza – Sean Penn, američki glumac
- 29. kolovoza – Predrag Vušović, hrvatski kazališni, televizijski i filmski glumac († 2011.)
- 1. rujna – Marko Mlinarić, hrvatski nogometaš
- 9. rujna – Hugh Grant, britanski glumac
- 10. rujna – Colin Firth, britanski glumac
- 14. rujna – Mirko Bašić, hrvatski rukometaš

### Listopad – prosinac
- 12. listopada – Drago Krpina, hrvatski političar
- 20. listopada – Lepa Brena, jugoslovenska pop-folk pjevacica
- 24. listopada – B.D. Wong, kinesko-američki glumac
- 29. listopada – Finola Hughes, britanska glumica
- 4. studenog – Siniša Glavašević, hrvatski književnik i novinar († 1991.)
- 5. studenog – Tilda Swinton, britansko-američka glumica
- 7. studenog – Tommy Thayer, američki glazbenik
- 9. studenoga – Andreas Brehme, njemački nogometaš i trener († 2024.)
- 16. studenog – Ellina Zvereva, bjeloruska atletičarka
- 18. studenog – Kim Wilde, britanska pop pjevačica, autorica i televizijska voditeljica
- 3. prosinca – Julianne Moore, američka glumica
- 3. prosinca – Daryl Hannah, američka glumica
- 9. prosinca – Dobroslav Paraga, hrvatski političar

## Nepoznati datumi rođenja
- David Simon – američki novinar, filmski producent, scenarist i autor

## Smrti

### Siječanj – ožujak
- 3. siječnja – Victor Sjöström, švedski filmski redatelj (* 1879.)
- 4. siječnja – Albert Camus, francuski pisac i filozof (* 1913.)
- 10. veljače – Alojzije Stepinac, hrvatski kardinal (* 1898.)

### Travanj – lipanj
- 17. travnja – Eddie Cochran, američki glazbenik (* 1938.)
- 30. svibnja – Boris Leonidovič Pasternak, ruski književnik (* 1890.)
- 22. lipnja – Vladimir Stahuljak, hrvatski skladatelj, orguljaš i zborovođa (* 1876.)
- 27. lipnja – Ivan Matetić Ronjgov, hrvatski skladatelj, melograf i glazbeni pedagog, fiksirao Istarsku ljestvicu (* 1880.)

### Srpanj – rujan
- 16. srpnja – Ivan Evanđelist Šarić, vrhbosanski nadbiskup (* 1871.)
- 10. kolovoza – Frank Lloyd, američki redatelj, scenarist i producent (* 1886.)
- 25. rujna – Viktor Vida, hrvatski književnik (* 1913.)

### Listopad – prosinac
- 5. studenog – Mack Sennett, američki glumac (* 1880.)
- 11. studenog – Rudolf Fizir, hrvatski zrakoplovac (* 1891.)
- 16. studenog – Clark Gable, američki filmski glumac (* 1901.)

## Nobelova nagrada za 1960. godinu
- Fizika: Donald A. Glaser
- Kemija: Willard Frank Libby
- Fiziologija i medicina: Frank Macfarlane Burnet i Peter Brian Medawar
- Književnost: Saint-John Perse
- Mir: Albert John Luthuli

## Vanjske poveznice
|  | Zajednički poslužitelj ima još gradiva o temi 1960. |